# William White (chanteur)
Pour les articles homonymes, voir White et William White.
William White (né le 15 juin 1972 sur l'île de Barbade) est un auteur-compositeur-interprète suisse.

## Carrière

### Débuts
Il grandit baigné par la musique de Bob Marley, Marvin Gaye, Sam Cooke ou Curtis Mayfield. À l’âge de 12 ans, il emprunte un livre et la guitare de sa mère et commence à composer ses propres chansons. À la même époque, il rejoint comme ténor chef le groupe de jazz a cappella The Five of Hearts et connaît ses premières expériences sur scène. Sept ans plus tard, il quitte son île natale et vient vivre en Suisse. Rapidement, il se retrouve à écrire et chanter pour plusieurs groupes à la fois.

### Carrière solo
En 2005, William White se lance dans une carrière solo. Cela donne Undone, un premier album qu’il a entièrement écrit, chanté et produit. Sorti de manière indépendante (sans label), le disque se vend à 13 000 exemplaires. Puis, avec son groupe “William White &  the Emergency“, il part une année après en tournée en Suisse, en Allemagne et en Autriche et se produit à l’Open-Air de Saint-Gall, au Gurtenfestival, au Paléo Festival de Nyon et au festival de jazz de Montreux (Jazz Café).
Son deuxième disque sort en 2008 sous le titre Evolution. Comme pour le premier, William White se charge de tout et garde ainsi toute son indépendance. L’album entre dès sa première semaine à la 7e place du top10 des charts et reste encore huit semaines dans le top50.
En 2011, William White est de retour avec un nouvel album, Freedom, dont le premier single est How can I be free ?. Toujours accompagné par son groupe, the Emergency, William a mené la totalité de l’enregistrement du disque dans un vieux wagon qu’il a lui-même restauré. 

## Vie privée
Il vit avec sa famille dans un petit village près de Frutigen dans l'Oberland bernois. Il est le père de deux enfants, un garçon et une fille.